# Garam masala

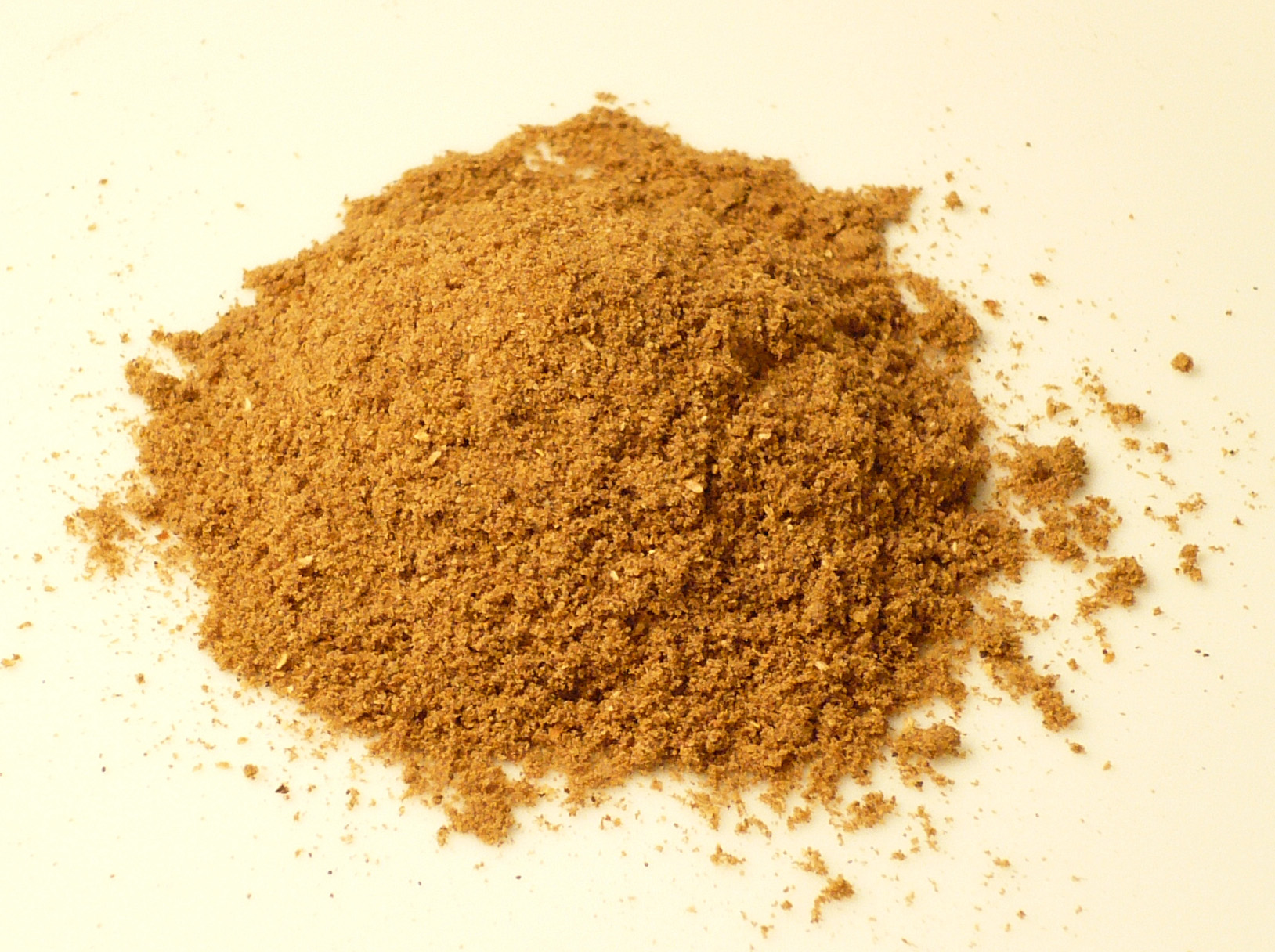
Garam masala

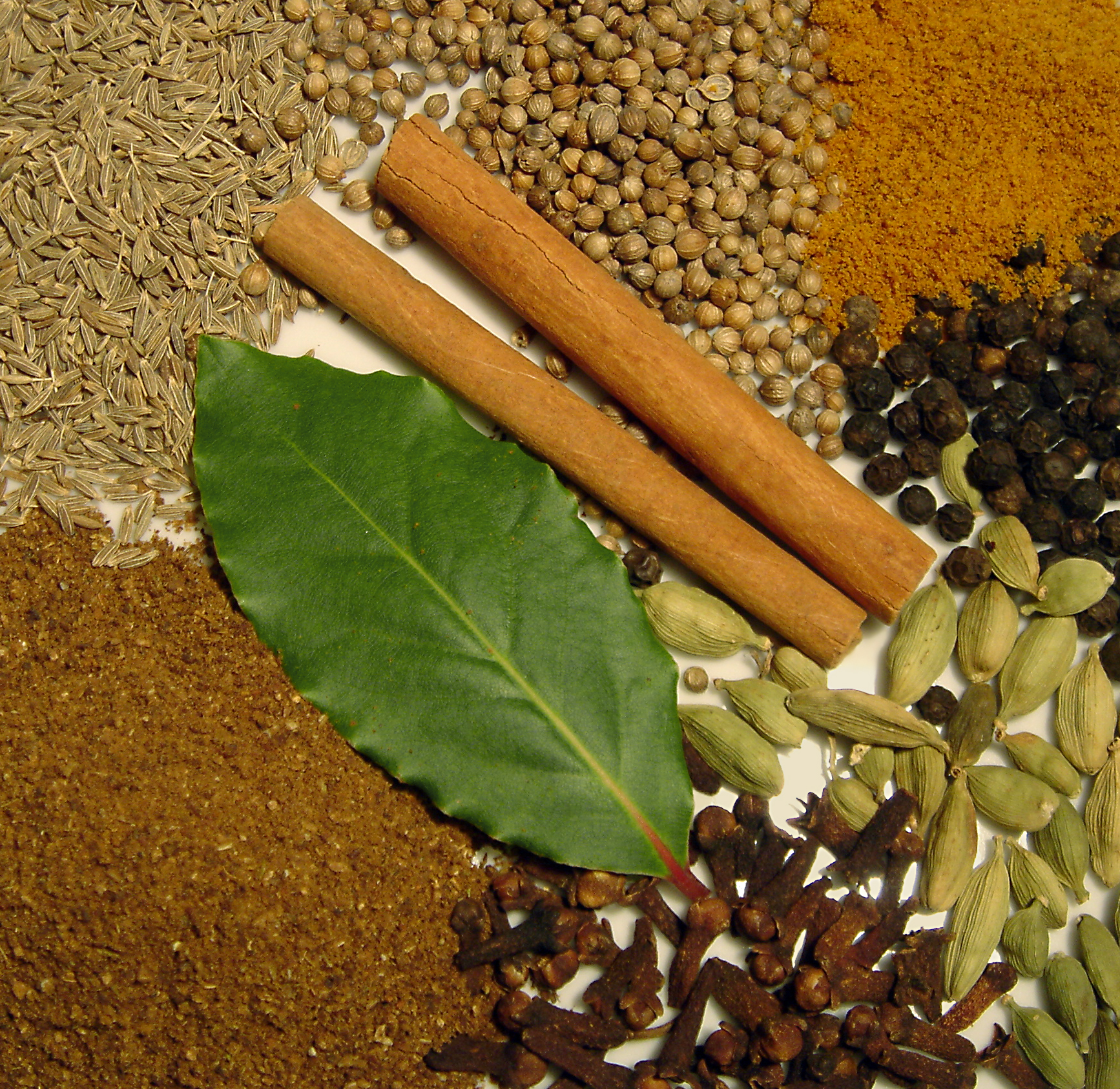
Ingredientes do garam masala

Garam masala (do hindi garam, "quente" e masala, "mistura") é uma mistura de especiarias moídas muito comum na culinária da Índia, sendo também encontrada nas culinárias de outros países do sul da Ásia. Pode ser usado puro ou em combinação com outros temperos. O garam masala é forte, mas não picante como uma malagueta.
A composição varia de região para região, havendo uma grande variedade por toda a Índia. Alguns dos ingredientes mais comuns são grãos de pimenta preta e branca, cravinho, louro, cominho preto, sementes de cominho, canela, cardamomo preto, castanho e verde, noz-moscada, anis e sementes de coentro. São usadas diversas combinações destes ingredientes nas variações regionais do garam masala , não sendo nenhuma delas considerada mais autêntica que a outra.
Algumas das variações regionais misturam as especiarias com ervas, enquanto outras trituram as especiarias com água, vinagre ou outros líquidos, tais como o leite de coco, de forma a obter uma pasta. Em algumas receitas são também adicionados frutas secos, cebola ou alho. O garam masala pode ser torrado antes de ser usado de forma a melhor libertar os sabores e aromas .
Existem também diversas versões comerciais de garam masala pré-preparado, com diferentes combinações de especiarias.